# Jonathan D. Cohen
Jonathan David Cohen (Nova Iorque, 5 de outubro de 1955) é um psicólogo e neurocientista cognitivo americano. Ele é o Professor Robert Bendheim e Lynn Bendheim Thoman em Neurociência e Professor de Psicologia na Universidade de Princeton, onde também é co-diretor fundador do Instituto de Neurociência de Princeton. Ele ingressou no corpo docente de Princeton em 1998 e tornou-se o diretor fundador do Centro para o Estudo do Cérebro, Mente e Comportamento em 2000. Um renomado especialista em neuroimagem, desempenhou um papel importante no aumento do uso de scanners fMRI em pesquisas científicas. Ele é membro da Associação para a Ciência Psicológica desde 2007 e da Associação Americana para o Avanço da Ciência desde 2012. Ele recebeu o Prêmio Memorial Joseph Zubin, o Prêmio APA por Contribuições Científicas Distintas à Psicologia e o Prêmio William James Fellow da Associação para a Ciência Psicológica.